# Agrotis parvisignata
Agrotis parvisignata là một loài bướm đêm trong họ Noctuidae.